# Sara Pramstaller
Sara Pramstaller (1988) è un'ex sciatrice alpina e sciatrice freestyle italiana.

## Biografia
Attiva principalmente nello sci alpino, la Pramstaller debuttò in gare FIS nel dicembre del 2003; in Coppa Europa esordì l'8 febbraio 2005 a Castelrotto in supergigante (53ª), ottenne il miglior piazzamento il 20 febbraio 2009 a Jasná in slalom gigante (8ª) e prese per l'ultima volta il via il 18 febbraio 2012 a Sella Nevea in discesa libera (39ª). Si ritirò al termine di quella stagione 2011-2012 e la sua ultima gara fu la discesa libera dei Campionati italiani 2012, disputata il 24 marzo a Roccaraso e chiusa dalla Pramstaller al 13º posto; in quella stessa stagione gareggiò anche nel freestyle, specialità ski cross, disputando la gara di Coppa del Mondo di Grindelwald del 10 marzo 2012 e classificandosi al 26º posto. Non debuttò nella Coppa del Mondo di sci alpino e non prese parte a rassegne olimpiche o iridate, né nello sci alpino né nel freestyle.

## Palmarès

### Sci alpino

#### Coppa Europa
- Miglior piazzamento in classifica generale: 93ª nel 2009

#### Campionati italiani
- 1 medaglia:
  - 1 bronzo (supergigante nel 2009)

### Freestyle

#### Coppa del Mondo
- Miglior piazzamento nella Coppa del Mondo di ski cross: 49ª nel 2012